# Thoroughfare Gap
| Recensione | Giudizio |
| ---------- | -------- |
| AllMusic   |          |

Thoroughfare Gap è un album in studio del musicista rock statunitense Stephen Stills, pubblicato nel 1978.

## Tracce
Tutte le tracce sono composte da Stephen Stills tranne dove indicato.
Lato A
1. You Can't Dance Alone – 4:20
2. Thoroughfare Gap – 3:33
3. We Will Go On – 2:43
4. Beaucop Yumbo – 3:39 (Stephen Stills, Joe Vitale)
5. What's the Game – 3:30

Durata totale: 17:45
Lato B
1. Midnight Rider – 3:42 (Gregg Allman)
2. Woman Lleva – 3:15
3. Lowdown – 3:49
4. Not Fade Away – 3:31 (Charles Hardin, Norman Petty)
5. Can't Get No Booty – 3:48 (Stephen Stills, Danny Kortchmar)

Durata totale: 18:05

## Formazione
You Can't Dance Alone
- Stephen Stills - chitarra, voce, percussioni, strumenti a fiato, strumenti ad arco, accompagnamento vocale
- Joey Murcia - chitarra, accompagnamento vocale
- Miki Finnigan - pianoforte
- George Chocolate Perry - basso
- Joe Vitale - batteria
- Joe Lala - percussioni
- Mike Lewis - strumenti a fiato, strumenti ad arco
- Andy Gibb - accompagnamento vocale
- John Sambataro - accompagnamento vocale

Thoroughfare Gap
- Stephen Stills - chitarra acustica, basso, voce solista
- Paul Harris - pianoforte
- Al Gould - fiddle
- Paul Lee - batteria

We Will Go On
- Stephen Stills - chitarra, sintetizzatore, strumenti a fiato, strumenti ad arco, voce, accompagnamento vocale
- George Terry - chitarra
- Whitt Sidner - flauti
- George Chocolate Perry - basso
- Mike Lewis - strumenti a fiato, strumenti ad arco, arrangiamenti (flauti)
- Joe Vitale - batteria
- Joe Lala - percussioni
- Dave Mason - accompagnamento vocale
- John Sambataro - accompagnamento vocale

Beaucop Yumbo
- Stephen Stills - chitarra, strumenti a fiato, strumenti ad arco, voce, accompagnamento vocale
- Miki Finnigan - pianoforte
- Mike Lewis - strumenti a fiato, strumenti ad arco
- George Chocolate Perry - basso
- Joe Vitale - batteria

What's the Game
- Stephen Stills - chitarra, strumenti a fiato, strumenti ad arco, voce, accompagnamento vocale
- George Terry - chitarra
- Kenny Kirkland - pianoforte
- Mike Lewis - strumenti a fiato, strumenti ad arco
- George Chocolate Perry - basso
- Joe Vitale - batteria
- Joe Lala - percussioni
- Dave Mason - accompagnamento vocale
- John Sambataro - accompagnamento vocale

Midnight Rider
- Stephen Stills - chitarra, strumenti a fiato, strumenti ad arco, voce, accompagnamento vocale
- Gerry Tolman - chitarra
- Miki Finnigan - pianoforte
- Mike Lewis - strumenti a fiato, strumenti ad arco
- George Chocolate Perry - basso
- Joe Vitale - batteria
- Joe Lala - percussioni
- Dave Mason - accompagnamento vocale

Woman Lleva
- Stephen Stills - chitarra, strumenti a fiato, strumenti ad arco, moog, voce, accompagnamento vocale
- George Terry - chitarra
- Albhy Galuten - pianoforte
- Miki Finnigan - organo
- Mike Lewis - strumenti a fiato, strumenti ad arco
- Gerald Johnson - basso
- Richard O'Connell - batteria
- Kitty Pritikin - accompagnamento vocale

Lowdown
- Stephen Stills - chitarra, strumenti a fiato, strumenti ad arco, voce, accompagnamento vocale
- Miki Finnigan - pianoforte, accompagnamento vocale
- Mike Lewis - strumenti a fiato, strumenti ad arco
- George Chocolate Perry - basso, accompagnamento vocale
- Joe Vitale - batteria
- Brooks Honeycutt - accompagnamento vocale
- Verna Richardson - accompagnamento vocale
- Lisa Roberts - accompagnamento vocale

Not Fade Away
- Stephen Stills - chitarra, organo, voce, accompagnamento vocale
- George Chocolate Perry - basso, accompagnamento vocale
- Joe Vitale - batteria, accompagnamento vocale

Can't Get No Booty
- Stephen Stills - chitarra, pianoforte, basso, voce, accompagnamento vocale
- Danny Kortchmar - chitarra, percussioni, accompagnamento vocale
- Joe Vitale - batteria
- Joe Lala - percussioni[2]